# 志賀泰山

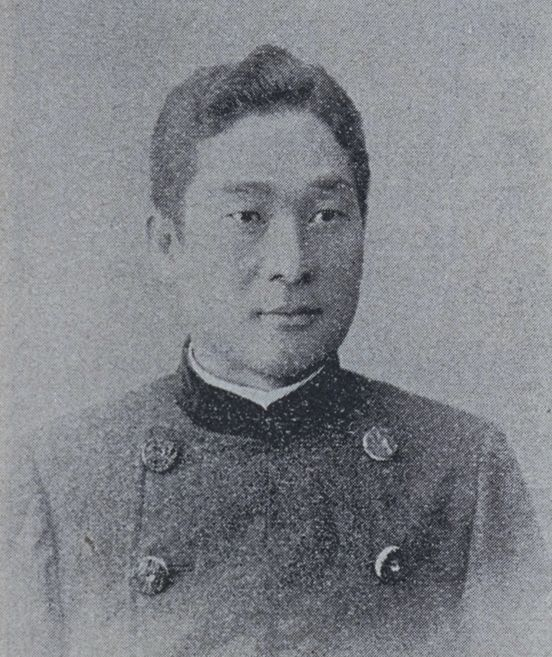
志賀泰山

志賀 泰山（しが たいざん、嘉永7/安政元年8月21日〈1854年10月12日〉 - 昭和9年〈1934年〉2月5日）は、日本の物理学者、化学者、林学者。日本初の林学博士の一人。

## 経歴
伊予国宇和郡近永村（現・愛媛県北宇和郡鬼北町）にて、宇和島藩の医師志賀天民の次男として生まれる。
物理、化学を専攻し教鞭をとっていたが、後に林学へ転向してドイツへ留学。帰国後は、農商務省勤務や東京帝国大学農科大学にて講義を通じ、多くの後進を育てた。一方で、クレオソート油や塩化亜鉛を利用した木材保存（防腐）技術を研究し、50歳で退官した後は、民間の立場から木材防腐技術の開発や普及を行った。当時は、電柱や枕木などで大量の木材が使われ、その寿命や交換時期を延ばす防腐技術は多くの需要があった。結果的に、志賀は木材保存などに関連した多くの特許を取得している。志賀が確立した防腐技術は、1953年の木材防腐特別措置法へ結びついた。人柄を表すエピソードとして、晩年、「予は研究の外何一つ楽しみもない。」との述懐が伝えられている。

## 略歴
- 1871年（明治4年） - 南校ドイツ語学科へ入学。以降、鉱山学、物理学、化学を学ぶ。
- 1877年（明治10年） - 大阪師範学校（官立）へ赴任。物理学・化学を講義。
- 1882年（明治15年） - 東京師範学校教諭（判任）に。
- 1883年（明治16年） - 東京山林学校助教授に[4]。
- 1885年（明治18年） - ドイツ、ターラント高等山林学校（現ドレスデン工科大学）へ留学（同校は、後に本多静六らも留学）。
- 1888年（明治21年） - ドイツから帰国。農商務省山林局勤務。
- 1889年（明治22年） - 東京大林区署長に。
- 1890年（明治23年） - 東京帝国大学農科大学教授に。
- 1899年（明治32年） - 林学博士の学位取得（本多静六・中村弥六他とともに）[5]。
- 1903年（明治36年） - 大学を退官。
- 1907年（明治40年） - 東洋木材防腐の設立に際し、技師長を務める。
- 1934年（昭和9年） - 脳溢血で倒れ死去。墓所は雑司ヶ谷霊園。

## 家族
- 父・志賀天民 ‐ 宇和島藩医師
- 妻・やゑ  ‐ 愛媛県士族・仁科盛行の長女[6]
- 二男・志賀潔（1884年生）[7]
- 三男・志賀亨（1889年生） ‐ 医学博士。北海道帝国大学教授。岳父は米井源次郎。娘婿の伊藤知夫は伊藤祐敬の孫。[8]